# Betsy Pecanins

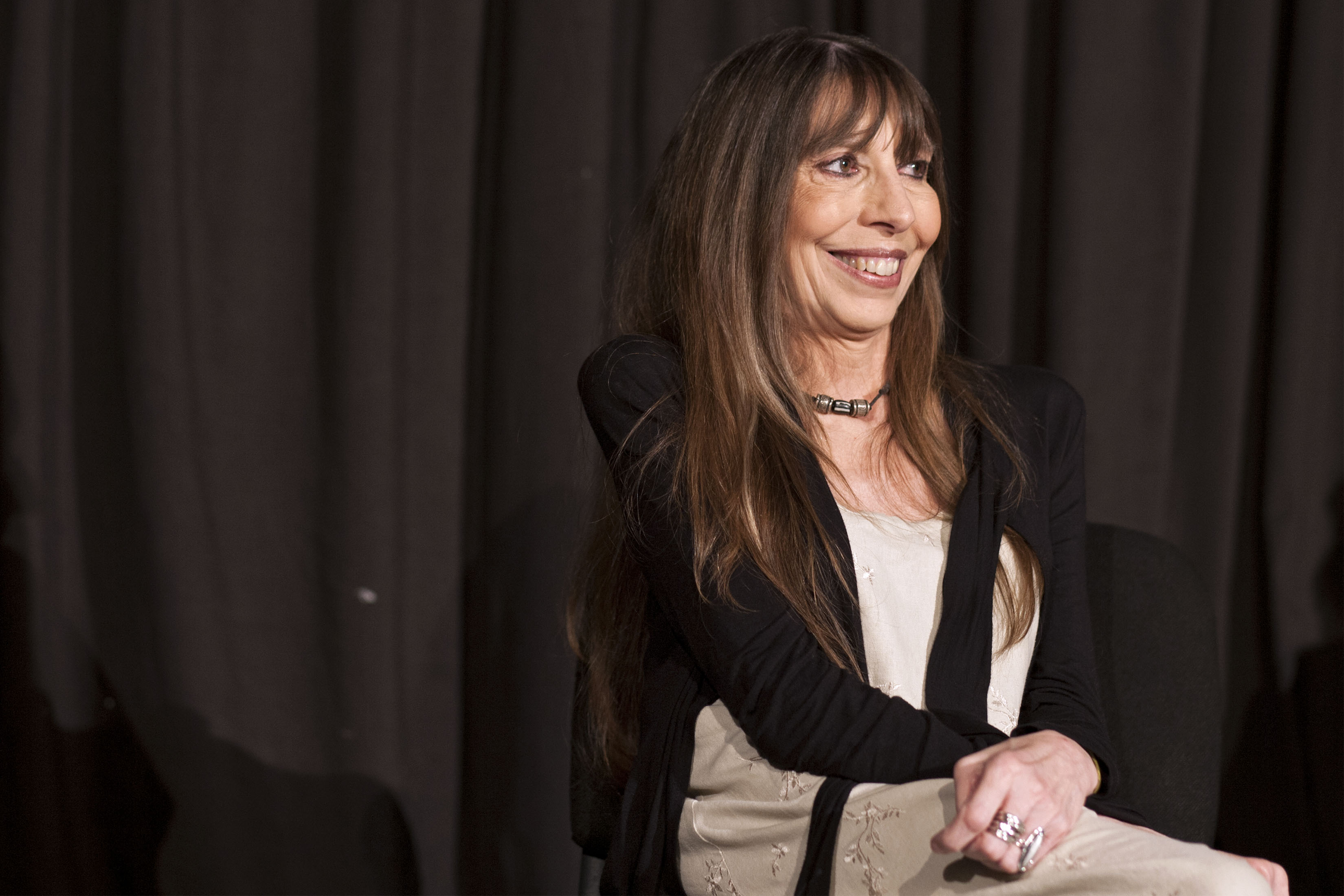
Betsy Pecanins 2015

„Betsy“ Pecanins geboren als Elizabeth Ann Taylor Pecanins (* 1954 in Yuma, Arizona; † 13. Dezember 2016 in Mexiko-Stadt) war eine mexikanische Sängerin US-amerikanischer Herkunft, die als Die Königin des Blues (La reina del blues) bekannt war.
Die Tochter einer Katalanin und eines US-Amerikaners verbrachte die meiste Zeit ihres Lebens in Mexiko und erhielt 1977 die mexikanische Staatsbürgerschaft. Auf den vierzehn Alben, die sie aufnahm, sang sie unter anderen Duette mit Tania Libertad, Margie Bermejo, Eugenia León, Amparo Ochoa, Guillermo Briseño, Cecilia Toussaint und Regina Orozco. In Arturo Ripsteins Film La reina de la noche synchronisierte sie die Singstimme der dargestellten Hauptperson Lucha Reyes. Auch an den Filmen Hasta morir, Dos crímenes, Cilantro y perejil und Asesino en serio war sie als Sängerin beteiligt.
Eine spasmodische Dysphonie zwang sie, ihre Laufbahn als Sängerin zu beenden. Im Sommer 2015 übernahm sie am Teatro de la Ciudad Esperanza Iris die Show Ave Phoenix, an der sich u. a. Iraida Noriega, Verónica Ituarte und Regina Orozco, Jaime López, Guillermo Briseño und Rafael Mendoza beteiligten. 2016 starb sie an einem Schlaganfall.